# Raja Chari
Raja Jon Vurputoor Chari (ur. 24 czerwca 1977 w Milwaukee) – amerykański pilot myśliwca USAF, astronauta NASA. Ma ponad 2000 godzin jako pilot testowy United States Naval Test Pilot School.

## Wykształcenie oraz praca zawodowa
- 1995–1999 – absolwent United States Air Force Academy w Kolorado w dziedzinie Astronautical Engineering and Engineering Science[1]
- 2001–2003 – absolwent MIT na kierunku inżynieria astronautyczna[2]
- 2007–2008 – ukończył U.S. Naval Test Pilot School w Patuxent River w stanie Maryland[3]
- 2011–2012 – ukończył US Army Command and General Staff College w Fort Leavenworth w stanie Kansas[2]
- 2013–2017 – pilot testowy samolotu F-15[3]
- 2012–2017 – menedżer projektu i pilot programu testowego samolotów F-35[3]

## Praca w NASA i kariera astronauty
- 2017 – Chari został wybrany do grupy NASA Astronaut Group 22, po której miał odbyć obowiązkowe szkolenie na astronautę[4][5].
- 2017 – 2019 – Przeszedł szkolenie na astronautę w Houston.
- 2020 – W grudniu został wybrany do udziału w programie misji załogowych Artemis, która ma za zadanie wysłać astronautów na powierzchnię Księżyca[6].
- 2020 – W ostatnim miesiącu roku został wybrany najmłodszym dowódcą misji od czasów Geralda Carra. Jego zadaniem było poprowadzenie misji SpaceX Crew-3[7][8].
- 2021 – 2022 – wziął udział w 66. i 67. ekspedycji na Międzynarodową Stację Kosmiczną. Pełnił funkcję inżyniera pokładowego[9]. W trakcie misji wykonał jeden spacer kosmiczny (EVA).

## Nagrody i odznaczenia
- Defense Meritorious Service Medal
- Meritorious Service Medal
- Aerial Achievement Medal
- Air Force Commendation Medal
- Air Force Achievement Medal
- Iraq Campaign Medal
- Korea Defense Service Medal
- Nuclear Deterrence Operations Service Medal(inne języki)
- Universal Astronaut Insignia za lot orbitalny (nr 575) – Stowarzyszenie Uczestników Lotów Kosmicznych (Association of Space Explorers(inne języki))[10]

## Wykaz lotów
| Loty kosmiczne, w których uczestniczył Raja Chari                        | Loty kosmiczne, w których uczestniczył Raja Chari | Loty kosmiczne, w których uczestniczył Raja Chari | Loty kosmiczne, w których uczestniczył Raja Chari | Loty kosmiczne, w których uczestniczył Raja Chari | Loty kosmiczne, w których uczestniczył Raja Chari | Loty kosmiczne, w których uczestniczył Raja Chari |
| Lp.                                                                      | Data startu                                       | Statek kosmiczny                                  | Data lądowania                                    | Statek kosmiczny                                  | Funkcja                                           | Czas trwania                                      |
| ------------------------------------------------------------------------ | ------------------------------------------------- | ------------------------------------------------- | ------------------------------------------------- | ------------------------------------------------- | ------------------------------------------------- | ------------------------------------------------- |
| 1                                                                        | 11 listopada 2021                                 | SpaceX Crew-3                                     | 6 maja 2022                                       | SpaceX Crew-3                                     | Inżynier pokładowy                                | 176 dni 02 godzin 39 minut 29 sekund              |
| Łączny czas spędzony w kosmosie – 176 dni 2 godzin 39 minuty i 29 sekund |                                                   |                                                   |                                                   |                                                   |                                                   |                                                   |

## Spacery kosmiczne
23 marca 2022 wziął udział w swoim pierwszym spacerze kosmicznym. Jego partnerem był Matthias Maurer. Trwał on 6 godzin 54 minuty.

## Życie prywatne
Jest synem indyjskich imigrantów Peggy Egbert i Sreenivas V. Chari. Chari poślubił Holly Schaffter Chari, która także wychowała się w Cedar Falls. Para ma trójkę dzieci.